# 胡介文
胡介文（1933年—2006年12月4日），号清禅，男，汉族，江苏江阴人，中国书法家，曾任中国书法家协会理事。